# Ussuriensia
Ussuriensia là một chi bướm ngày thuộc họ Lycaenidae.